# 王鑾 (正德辛未進士)
王鑾（1469年—1520年），字汝和，號西冶，南京錦衣衛鎮撫司籍，直隸蘇州府吳江縣人，明朝政治人物。

## 生平
正德五年（1510年）庚午科應天鄉試第三十九名舉人，正德六年（1511年）中式辛未科會試第九十四名，二甲第七十八名進士。吏部觀政，被吏部尚書楊一清重用，升吏部文選司主事，再升吏部驗封司郎中。明武宗南巡之爭時，因上疏勸阻而被施杖刑，十五年（1520年）去世。

## 家族
曾祖王文昭；祖父王信；父王潣。母關氏；繼母楊氏、吳氏。具慶下。妻尹氏。兄王欽，弟王金、王鐸、王錦。子王可大。